# 歐文鎮區 (密歇根州巴里縣)
歐文鎮區（英語：Irving Township）是位於美國密歇根州巴里縣的一個行政鎮區。

## 地方資料
歐文鎮區的面積為93.50平方千米，當中陸地面積為92.60平方千米，而水域面積為0.90平方千米。根據2020年美國人口普查的數據，當地共有人口3734人，而人口密度為每平方千米39.94人。